# Slovenská extraliga ledního hokeje 2017/2018
Tipsport liga 2017/18 byla 25. sezónou slovenské hokejové extraligy. Titul z minulé sezony obhajovalo mužstvo HC ’05 iClinic Banská Bystrica, který se nakonec stal podruhé mistrem sezony. Z ligy nikdo nesestoupil. Systém soutěže byl stejný jako v minulém ročníku 2016/2017. Před začátkem soutěže nezískal licenci pro nejvyšší soutěž klub MHC Martin, Pro-Hokej oslovil klub HC 07 Orin Detva, která musela splnit všechny podmínky pro udělení licence, stala se tak nováčkem soutěže.

## Kluby podle krajů
- Bratislavský: HK Orange 20
- Košický: HC Košice
- Banskobystrický: HC ’05 iClinic Banská Bystrica, HKM a.s. Zvolen a HC 07 Orin Detva
- Trenčínský: HK Dukla Trenčín
- Nitranský: HK Nitra, HC Nové Zámky
- Žilinský: MsHK Žilina, MHk 32 Liptovský Mikuláš
- Prešovský: HK Poprad

| Klub                           | Město             | Stadion                          | Kapacita |
| ------------------------------ | ----------------- | -------------------------------- | -------- |
| HC ’05 iClinic Banská Bystrica | Banská Bystrica   | Zimní stadion Banská Bystrica    | 2 841    |
| HC Nové Zámky                  | Nové Zámky        | Zimní stadion Nové Zámky         | 3 500    |
| HC Košice                      | Košice            | Steel Aréna                      | 8 378    |
| HC 07 Orin Detva               | Detva             | Zimní stadion Detva              | 1 600    |
| HK Nitra                       | Nitra             | Nitra aréna                      | 5 300    |
| HK Poprad                      | Poprad            | Zimní stadion města Poprad       | 4 500    |
| MHk 32 Liptovský Mikuláš       | Liptovský Mikuláš | Zimní stadion Liptovský Mikuláš  | 3 680    |
| HK Dukla Trenčín               | Trenčín           | Zimní stadion Pavla Demitry      | 6 150    |
| HKM a.s. Zvolen                | Zvolen            | Zimní stadion Zvolen             | 6 390    |
| MsHK Žilina                    | Žilina            | Zimní stadion Žilina             | 6 328    |
| HK Orange 20                   | Bratislava        | Zimní stadion Vladimíra Dzurilly | 3 500    |

## Tabulka Základní části
| Vysvětlivky                             |
| --------------------------------------- |
| Tým postupující do čtvrtfinále play off |
| Sestupujíci do baráže                   |
| Mimo soutěž                             |

| Poř. | Tým                            | Z  | V  | VP | PP | P  | VG  | OG  | B   |
| ---- | ------------------------------ | -- | -- | -- | -- | -- | --- | --- | --- |
| 1.   | HK Nitra                       | 56 | 32 | 6  | 4  | 14 | 197 | 148 | 112 |
| 2.   | HKm Zvolen                     | 56 | 30 | 7  | 6  | 13 | 192 | 150 | 110 |
| 3.   | HK Dukla Trenčín               | 56 | 32 | 5  | 3  | 16 | 157 | 112 | 109 |
| 4.   | HC ’05 iClinic Banská Bystrica | 56 | 31 | 5  | 5  | 15 | 213 | 134 | 108 |
| 5.   | HC Košice                      | 56 | 28 | 5  | 4  | 19 | 175 | 143 | 98  |
| 6.   | HK Poprad                      | 56 | 25 | 6  | 4  | 21 | 159 | 152 | 91  |
| 7.   | MsHK Žilina                    | 56 | 19 | 4  | 6  | 27 | 146 | 164 | 71  |
| 8.   | HC Nové Zámky                  | 56 | 14 | 7  | 4  | 31 | 125 | 185 | 60  |
| 9.   | MHk 32 Liptovský Mikuláš       | 56 | 12 | 5  | 11 | 28 | 122 | 162 | 57  |
| 10.  | HC 07 Orin Detva               | 56 | 11 | 2  | 3  | 40 | 120 | 207 | 40  |
| 11.  | HK Orange 20                   | 20 | 3  | 1  | 3  | 13 | 38  | 87  | 14  |

## Hráčské statistiky základní části

### Kanadské bodování
Toto je konečné pořadí hráčů podle dosažených bodů. Za jeden vstřelený gól nebo přihrávku na gól hráč získal jeden bod. 
| Poř. | Hráč               | Tým                            | Z  | G  | A  | B  | TM | +/- |
| ---- | ------------------ | ------------------------------ | -- | -- | -- | -- | -- | --- |
| 1.   | Tim Coffman        | HKm Zvolen                     | 56 | 31 | 27 | 58 | 30 | 22  |
| 2.   | Michal Krištof     | HK Nitra                       | 52 | 17 | 40 | 57 | 14 | 37  |
| 3.   | Patrik Svitana     | HK Poprad                      | 55 | 23 | 31 | 54 | 24 | 13  |
| 4.   | Matej Paulovič     | HK Nitra                       | 53 | 28 | 25 | 53 | 22 | 37  |
| 5.   | Cason Hohmann      | HC ’05 iClinic Banská Bystrica | 51 | 15 | 32 | 47 | 18 | 29  |
| 6.   | Éric Faille        | HC ’05 iClinic Banská Bystrica | 55 | 20 | 25 | 45 | 26 | 20  |
| 7.   | Judd Blackwater    | HK Nitra                       | 55 | 17 | 28 | 45 | 48 | 14  |
| 8.   | Branko Radivojevič | HK Dukla Trenčín               | 45 | 16 | 29 | 45 | 49 | 24  |
| 9.   | Petr Obdržálek     | HKm Zvolen                     | 56 | 16 | 27 | 43 | 14 | 13  |
| 10.  | Tomáš Surový       | HC ’05 iClinic Banská Bystrica | 48 | 13 | 29 | 42 | 30 | 9   |

### Hodnocení brankářů
Toto je konečné pořadí nejlepších deset brankářů.
| Poř. | Hráč            | Tým                            | Z  | MIN  | OG  | PZ   | PS   | POG  | Úsp%  | ČK |
| ---- | --------------- | ------------------------------ | -- | ---- | --- | ---- | ---- | ---- | ----- | -- |
| 1.   | Michal Valent   | HK Dukla Trenčín               | 47 | 2808 | 91  | 1308 | 1399 | 1.94 | 93.50 | 11 |
| 2.   | Jan Lukáš       | HC ’05 iClinic Banská Bystrica | 27 | 1582 | 51  | 693  | 744  | 1.93 | 93.15 | 2  |
| 3.   | Vladislav Habal | HC Košice                      | 37 | 2110 | 83  | 1065 | 1148 | 2.36 | 92.77 | 1  |
| 4.   | Nathan Lawson   | HK Nitra                       | 28 | 1583 | 61  | 747  | 808  | 2.31 | 92.45 | 1  |
| 5.   | Tomáš Tomek     | MsHK Žilina                    | 51 | 2936 | 134 | 1637 | 1771 | 2.74 | 92.43 | 2  |

## Playoff

### Pavouk
|  | Čtvrtfinále | Čtvrtfinále   | Čtvrtfinále                    |                                |                                | Semifinále | Semifinále | Semifinále |  |  | Finále | Finále           | Finále |
|  |             |               |                                |                                |                                |            |            |            |  |  |        |                  |        |
|  | 2           | HKm Zvolen    | 4                              |                                |                                |            |            |            |  |  |        |                  |        |
|  | 7           | MsHK Žilina   | 2                              |                                |                                |            |            |            |  |  |        |                  |        |
|  | 7           | MsHK Žilina   | 2                              |                                | 2                              | HKm Zvolen | 2          |            |  |  |        |                  |        |
|  |             |               |                                |                                | 2                              | HKm Zvolen | 2          |            |  |  |        |                  |        |
|  |             | 3             | HK Dukla Trenčín               | 4                              |                                |            |            |            |  |  |        |                  |        |
|  | 3           | 3             | HK Dukla Trenčín               | 4                              | HK Dukla Trenčín               | 4          |            |            |  |  |        |                  |        |
|  | 3           |               |                                |                                | HK Dukla Trenčín               | 4          |            |            |  |  |        |                  |        |
|  | 6           | HK Poprad     | 0                              |                                |                                |            |            |            |  |  |        |                  |        |
|  |             |               |                                |                                |                                |            |            |            |  |  | 3      | HK Dukla Trenčín | 3      |
|  |             |               | 4                              | HC ’05 iClinic Banská Bystrica | 4                              |            |            |            |  |  |        |                  |        |
|  | 1           | HK Nitra      | 4                              |                                |                                |            |            |            |  |  |        |                  |        |
|  | 8           | HC Nové Zámky | 0                              |                                |                                |            |            |            |  |  |        |                  |        |
|  | 8           | HC Nové Zámky | 0                              |                                | 1                              | HK Nitra   | 0          |            |  |  |        |                  |        |
|  |             |               |                                |                                | 1                              | HK Nitra   | 0          |            |  |  |        |                  |        |
|  |             | 4             | HC ’05 iClinic Banská Bystrica | 4                              |                                |            |            |            |  |  |        |                  |        |
|  | 4           | 4             | HC ’05 iClinic Banská Bystrica | 4                              | HC ’05 iClinic Banská Bystrica | 4          |            |            |  |  |        |                  |        |
|  | 4           |               |                                |                                | HC ’05 iClinic Banská Bystrica | 4          |            |            |  |  |        |                  |        |
|  | 5           | HC Košice     | 1                              |                                |                                |            |            |            |  |  |        |                  |        |

### Čtvrtfinále
- HK Nitra - HC Nové Zámky 4:0 (8:1, 4:1, 5:4pp, 3:1)
- HKm Zvolen - MsHK Žilina 4:2 (1:2, 4:1, 1:4, 6:2, 4:1, 2:1)
- HK Dukla Trenčín - HK Poprad 4:0 (1:0, 3:1, 5:3, 3:2)
- HC ’05 iClinic Banská Bystrica - HC Košice 4:1 (3:2sn, 2:1, 2:3pp, 3:0, 1:0pp)

### Semifinále
- HK Nitra - HC ’05 iClinic Banská Bystrica 0:4 (1:2, 2:4, 3:6, 2:5)
- HKm Zvolen - HK Dukla Trenčín 2:4 (5:2, 3:4sn, 1:3, 4:3sn, 2:3, 2:3)

### Finále
- HK Dukla Trenčín - HC ’05 iClinic Banská Bystrica 3:4 (3:4pp, 3:4sn, 1:6, 4:2, 6:0, 3:2, 1:5)

## Hráčské statistiky play-off

### Kanadské bodování
Toto je konečné pořadí hráčů podle dosažených bodů. Za jeden vstřelený gól nebo přihrávku na gól hráč získal jeden bod.
| Poř. | Hráč               | Tým                            | Z  | G | A  | B  | TM | +/- |
| ---- | ------------------ | ------------------------------ | -- | - | -- | -- | -- | --- |
| 1    | Éric Faille        | HC ’05 iClinic Banská Bystrica | 16 | 8 | 11 | 19 | 20 | 12  |
| 2.   | Guillaume Asselin  | HC ’05 iClinic Banská Bystrica | 16 | 9 | 8  | 17 | 30 | 11  |
| 3.   | Branko Radivojevič | HK Dukla Trenčín               | 17 | 8 | 9  | 17 | 36 | 8   |
| 4.   | Peter Sojčík       | HK Dukla Trenčín               | 17 | 6 | 7  | 13 | 8  | 13  |
| 5.   | Matej Paulovič     | HK Nitra                       | 8  | 5 | 5  | 10 | 2  | 0   |
| 6.   | Radek Dlouhý       | HK Dukla Trenčín               | 16 | 5 | 5  | 10 | 2  | 6   |
| 7.   | Pavol Skalický     | HC ’05 iClinic Banská Bystrica | 16 | 5 | 5  | 10 | 20 | 14  |
| 8.   | Rastislav Špirko   | HKm Zvolen                     | 12 | 4 | 6  | 10 | 2  | 3   |
| 9.   | Tibor Varga        | HK Dukla Trenčín               | 17 | 4 | 6  | 10 | 2  | -3  |
| 10.  | Branislav Mezei    | HK Nitra                       | 8  | 3 | 7  | 10 | 14 | 1   |

## Soupiska mistrů 2017/2018 -HC ’05 iClinic Banská Bystrica
- Brankáři: Jan Lukáš, Teemu Lassila
- Obránci : Oliver Košecký, Martin Kupec, Branislav Kubka, Guillaume Gélinas, Adam Sedlák, Ján Brejčák, Ivan Ďatelinka, Nick Trecapelli, Klemen Pretnar, Vladimír Mihálik, Steven Delisle
- Útočníci: Pavol Skalický, Josh Brittain, Mário Lunter, Miloš Bubela, Gilbert Gabor, Matej Češík, Alex Tamáši, Éric Faille, Matej Giľák, Guillaume Asselin, Tomáš Surový, Cason Hohmann, Marek Bartánus, Patrik Lamper, Michal Kabáč, Tomáš Hrnka, Dalibor Bortňák
- Trenéři: Vladimír Országh, Rastislav Paľov

## Baráž o ligu
| Vysvětlivky                        |
| ---------------------------------- |
| Tým postupující do Tipsport ligy   |
| Tým nepostupující do Tipsport ligy |

| Poř. | Tým                        | Z  | V | VP | PP | P | VG | OG | B  |
| ---- | -------------------------- | -- | - | -- | -- | - | -- | -- | -- |
| 1.   | MHk 32 Liptovský Mikuláš   | 12 | 9 | 0  | 1  | 2 | 53 | 26 | 28 |
| 2.   | HC 07 Orin Detva           | 12 | 6 | 1  | 0  | 5 | 44 | 33 | 20 |
| 3.   | HK Dukla Ingema Michalovce | 12 | 3 | 2  | 1  | 6 | 30 | 47 | 14 |
| 4.   | HK Skalica                 | 12 | 3 | 0  | 1  | 8 | 26 | 47 | 10 |